# Tom Pernice Jr
Thomas Charles Pernice Jr (Kansas City, Missouri, 5 september 1959) is een Amerikaanse golfprofessional. 
Pernice studeerde economie aan de Universiteit van Californië (UCLA) in Los Angeles waar hij collegegolf speelde met onder meer Jay Delsing,  Steve Pate, Corey Pavin en Duffy Waldorf. Hij was PAC-10 Speler van het Jaar in 1982.

## Professional
Pernice werd in 1983 professional. De eerste jaren speelde hij op de Japan Golf Tour. Daarna speelde hij vijf seizoenen op de PGA Tour, maar de resultaten waren matig. In 1991 vertrok hij naar Europa. Op de Europese Tour werd hij bevriend met Severiano Ballesteros. Ze speelden veel oefenrondes samen, waardoor zijn korte spel met sprongen vooruit ging. 
Terug op de Amerikaanse PGA Tour won hij twee toernooien en in 2004 de  Straight Down Fall Classic met Ed Cuff Jr. In 1997 werd hij levenslang lid van de PGA Tour. Zijn topjaar was 2006, waarin hij ruim $ 2.000.000 verdiende en mee mocht doen aan The Tour Championship. 
Hij speelt sinds eind 2009 op de Champions Tour, waar hij zijn eerste toernooi won, het SAS Championship. In 2010 en 2011 speelde hij op beide Tours. Hij heeft op beide Tours speelrecht in 2012. Op de wereldranglijst staat hij nummer 377 (juli 2012). 

### Gewonnen
| Jaar | Toernooi          | Score     | Score     |
| ---- | ----------------- | --------- | --------- |
| 1999 | Buick Open        | 270       | -18       |
| 2001 | The International | 34 punten | 34 punten |
| 2009 | SAS Championship  | 203       | -13       |